# Beaumont-Village
Beaumont-Village är en kommun i departementet Indre-et-Loire i regionen Centre-Val de Loire i de centrala delarna av Frankrike. Kommunen ligger i kantonen Montrésor som tillhör arrondissementet Loches. År 2022 hade Beaumont-Village 240 invånare.

## Befolkningsutveckling
Antalet invånare i kommunen Beaumont-Village
Referens:INSEE